# Ivan Kružliak
Ivan Kružliak (1984. március 24. –) szlovák nemzetközi labdarúgó-játékvezető.

## Pályafutása

### Nemzeti játékvezetés
A játékvezetésből 2000-ben vizsgázott, 2010-től az Liga 1, majd 2013-tól a Super Liga játékvezetője. Super Liga mérkőzéseinek száma: 27 (2014).

### Nemzetközi játékvezetés
A Szlovák labdarúgó-szövetség Játékvezető Bizottsága (JB) terjesztette fel nemzetközi játékvezetőnek, a Nemzetközi Labdarúgó-szövetség (FIFA) 2011-től tartotta nyilván bírói keretében. Több nemzetek közötti válogatott és klubmérkőzést vezetett, vagy működő társának 4. bíróként segített. FIFA JB besorolás szerint 2. kategóriás bíró. A szlovák nemzetközi játékvezetők rangsorában, a világbajnokság-Európa-bajnokság sorrendjében  a 7. helyet foglalja el 2 találkozó szolgálatával. Válogatott mérkőzéseinek száma: 4 (2013).

#### Világbajnokság
A világbajnoki döntőhöz vezető úton Brazíliába a XX., a 2014-es labdarúgó-világbajnokságra a FIFA JB bíróként alkalmazta.

##### 2014-es labdarúgó-világbajnokság

###### Selejtező mérkőzés
| Időpont             | Helyszín                     | Mérkőzés típusa           | Mérkőzés         | Eredmény | Nézők száma |
| ------------------- | ---------------------------- | ------------------------- | ---------------- | -------- | ----------- |
| 1012. október 12.   | Ljudski vrt Stadion, Maribor | előselejtező (E. csoport) | Szlovénia–Ciprus | 2 – 1    | 7988        |
| 2013. szeptember 6. | Wembley Stadion, London      | előselejtező (H. csoport) | Anglia–Moldova   | 4 – 0    | 61 607      |

#### Európa-bajnokság

##### U17-es labdarúgó-Európa-bajnokság
Szlovénia rendezte a 2012-es U17-es labdarúgó-Európa-bajnokságot, ahol a FIFA/UEFA JB bíróként alkalmazta.
| Időpont         | Helyszín                     | Mérkőzés típusa              | Mérkőzés              | Eredmény |
| --------------- | ---------------------------- | ---------------------------- | --------------------- | -------- |
| 2012. május 4.  | Stožice Stadion, Ljubljana   | csoportmérkőzés (A. csoport) | Grúzia–Németország    | 0 – 1    |
| 2012. május 7.  | Ljudski vrt Stadion, Maribor | csoportmérkőzés (B. csoport) | Hollandia–Belgium     | 0 – 0    |
| 2012. május 16. | Stožice Stadion, Ljubljana   | döntő                        | Németország–Hollandia | 1 – 1    |

#### Nemzetközi kupamérkőzések
A magyar OTP Liga bajnokságokban több alkalommal vezetett mérkőzéseket.

## Magyar vonatkozás
| Időpont              | Helyszín                        | Mérkőzés típusa              | Mérkőzés            | Eredmény | Nézők száma |
| -------------------- | ------------------------------- | ---------------------------- | ------------------- | -------- | ----------- |
| 2012. augusztus 15.. | Puskás Ferenc Stadion, Budapest | felkészülési (870. mérkőzés) | Magyarország–Izrael | 1 – 1    | 15 000      |